# Francisco Bolognesi
Francisco Bolognesi Cervantes (Lima, 4 novembre 1816 – Arica, 7 giugno 1880) è stato un militare peruviano di origini italiane. È considerato un eroe nazionale del Perù.

## Biografia
Francisco Bolognesi Cervantes nacque nel 1816, figlio del violoncellista italiano Andrea Bolognesi e di Juana Cervantes Pacheco. La famiglia Bolognesi proveniva da Genova ed era arrivata in Perù nel 1810. Lavorò come contabile in una compagnia dal 1832 al 1840, e poi si diede al redditizio commercio di cascarilla e coca, viaggiando a tal fine sulle montagne della Carabaya.
Nel 1853 si arruolò nell'esercito per il rischio di guerra tra Perù e Bolivia e si specializzò in artiglieria. Poco dopo, si unì alla rivoluzione liberale del 1854 guidata da Ramón Castilla contro il governo di José Rufino Echenique. Fu promosso colonnello e presto partecipò alla campagna dell'Ecuador (1859-1860), venendo successivamente inviato in Europa per acquisire armamenti per l'esercito e cannoni per i forti di Callao. Nel 1868 assunse il ruolo di comandante generale di artiglieria.
Quando scoppiò la guerra del Cile contro il Perù e la Bolivia nel 1879 (conflitto del Pacifico), era già in pensione, ma chiese il reintegro nell'esercito e fu assegnato come capo della 3ª divisione nel Sud, alla testa del quale si distinse nelle battaglie di San Francisco e Tarapacá. Quando nel 1880 i resti dell'esercito peruviano si ritirarono a Tacna, la difesa della città di Arica fu affidata a lui con 2.000 uomini, e fu assediato dalle forze cilene superiori per numero e potenza di fuoco. Dopo aver promesso di combattere "fino a bruciare l'ultima cartuccia", cadde eroicamente durante la battaglia finale.
Anche i figli Enrique e Augusto caddero in combattimento nel gennaio successivo. Un nipote, Federico Bolognesi, è stato vicepresidente della Repubblica del Perù dal 1950 al 1956.
Fu dichiarato patrono dell'Esercito del Perù dal governo peruviano il 2 gennaio 1951 ed elevato al grado di Gran Maresciallo del Perù, con la legge n. 25128 del 30 novembre 1989.
A suo nome è stata intitolata la scuola militare peruviana, e alcune navi della marina peruviana.